# Гвианский скальный петушок
Гвианский скальный петушок, или скалистый петушок, или оранжевый каменный петушок (лат. Rupicola rupicola) — вид птиц из семейства котинговых (Cotingidae) отряда воробьинообразных. Обитает в тропических лесах Южной Америки в северной части Амазонии.

## Описание
Гвианский скальный петушок достигает длины 27—32 см и массы около 140 г. Выражен половой диморфизм. Взрослые самцы преимущественно ярко-оранжевого цвета. На голове имеется выступающий дискообразный гребень, идущий от передней части клюва к затылку, с узкой тёмно-бордовой полосой по верху. Первостепенные маховые перья от серого до чёрного цвета с широким белым основанием. Самые внешние маховые перья с длинным тонким кончиком. Второстепенные маховые перья очень широкие; внутренние имеют длинную шелковистую оранжевую бахрому. Рулевые перья чёрные с узкими оранжевыми кончиками. Радужная оболочка оранжевая, с желтоватым внешним краем. Клюв тёмно-оранжевый у основания, дистальная половина жёлтая. Ноги и пальцы желтовато-оранжевые. Взрослые самки по пропорциям тела похожи на самцов, но гребень у них намного меньше, а окраска оперения в основном тёмно-дымчато-серая. Радужная оболочка тускло-оранжевая с сероватым внешним краем. Клюв черноватого рогового цвета с жёлтыми верхним краем и кончиком. Ноги тёмно-коричневые. 

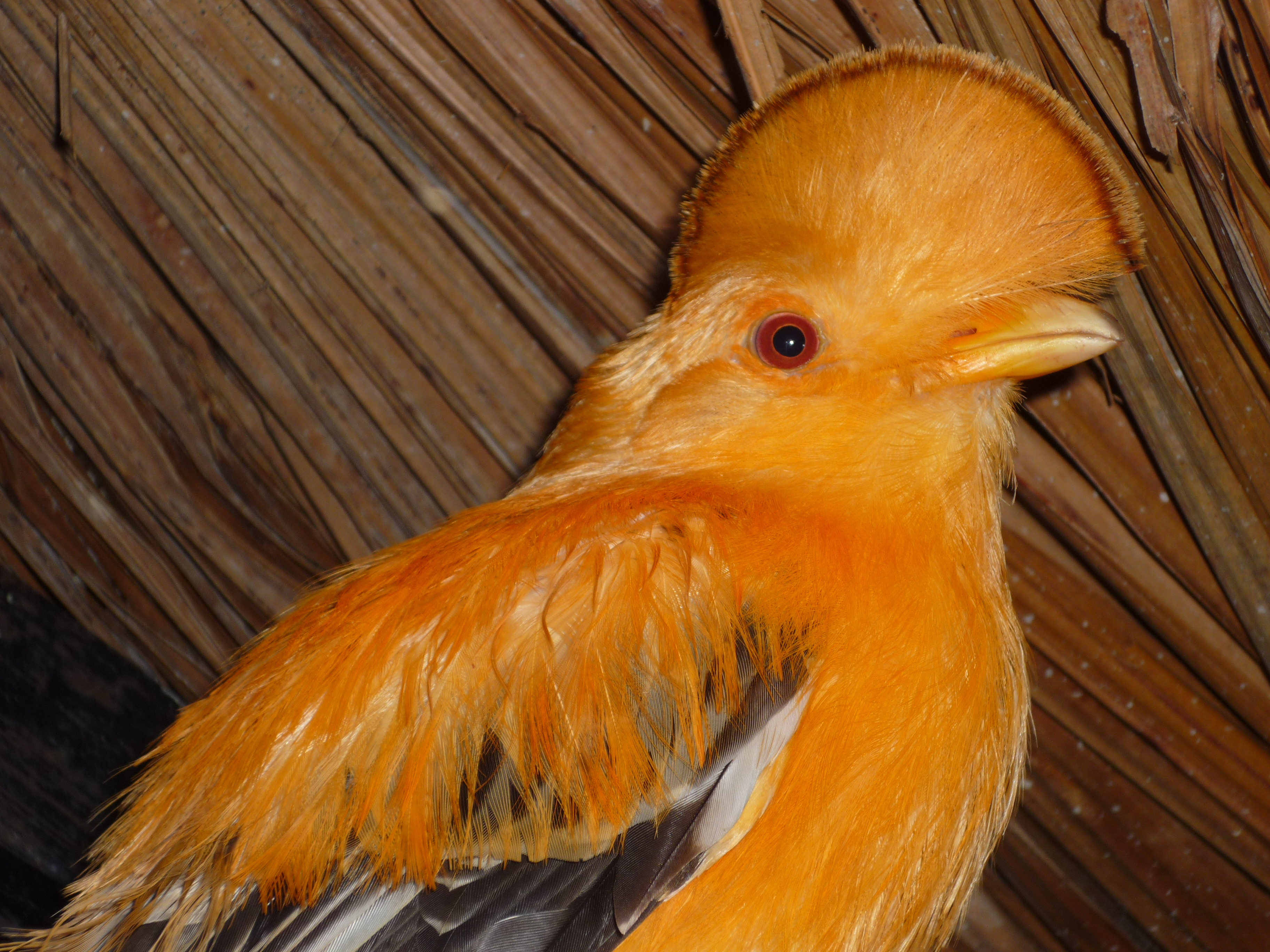
Молодой самец

Неполовозрелые самцы в возрасте одного года похожи на самок, но с оранжевыми крапинками. Оперение самцов в возрасте двух лет становится в основном оранжевого цвета с небольшими коричневыми вкраплениями. Окончательно оперение формируется в возрасте трёх лет. Неполовозрелые самки похожи на взрослых самок.

## Размножение
Во время брачного танца: петушки машут крыльями, подпрыгивают, распускают хвосты. За этим зрелищем наблюдают самки. А гнёзда петушки строят из глины и веток на вершинах скал.

## Среда обитания
Гвианский скальный петушок распространён в Гайане, на юге Венесуэлы, в бассейне реки Риу-Негру, в Колумбии и на севере Бразилии. Он населяет тропические и субтропические девственные леса, предпочитая гористые и богатые водоёмами местности. Встречается на высоте от 300 до 2000 м над уровнем моря.

## Фото

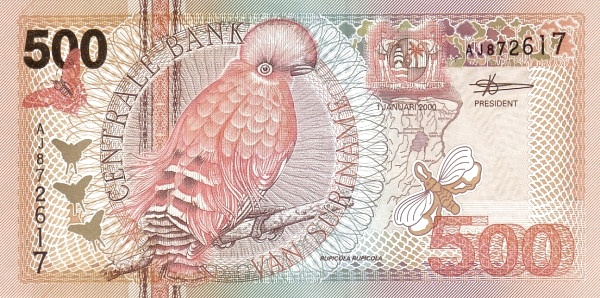
Гвианский скальный петушок на 500 суринамских гульденов